# エウカリス (小惑星)
エウカリス (181 Eucharis) は、小惑星帯に位置する大きな小惑星の一つ。
1878年2月2日にフランスの天文学者、パブロ・コトノがマルセイユ天文台で発見し、フランソワ・フェヌロンの『テレマコスの冒険』に登場するニンフの一人から名付けられた。